# Gottlob Samuel Nicolai
Gottlob Samuel Nicolai (* 25. Oktober 1725 in Berlin; † 26. März 1765 in Zerbst) war ein deutscher evangelischer Theologe und Philosoph.

## Leben
Gottlob Samuel Nicolai, ein älterer Bruder von Friedrich Nicolai, wurde in Berlin geboren und dort durch Privatlehrer vorgebildet. Danach besuchte er Schulen in seiner Heimatstadt und studierte dann an der Universität Halle besonders Theologie, aber auch Philosophie und Philologie. 1747 verteidigte er seine Dissertation de elegantiori eruditione facultates animae superiores egregie emendandte an der Theologischen Fakultät, womit er Magister wurde und in der Folgezeit Vorlesungen halten durfte. Auch schrieb er einige theologische Abhandlungen. Darin gab er Hilfen, die Bibel zu interpretieren und fügte selbst eigene Interpretationen schwieriger Bibelstellen an. Seit diesen Werken war er als guter Schriftsteller bekannt.
1749 wurde Nicolai Adjunkt an der philosophischen Fakultät. Schließlich berief ihn die Universität drei Jahre danach zum außerordentlichen Philosophieprofessor. Bereits im nächsten Jahr, 1753, ging er als ordentlicher Philosophieprofessor an die Universität Frankfurt an der Oder. Außerdem wurde er 1760 Pastor an der Trinitatiskirche in Zerbst. Damit verbunden wurde er ordentlicher Professor für Theologie und Metaphysik am Francisceum Zerbst.
Die Universität Tübingen ernannte Nicolai 1761 zum Doktor der Theologie. Er starb am 26. März 1765 im Alter von 39 Jahren. Seine Ämter hatte er bis zum Tod inne.
Nicolai schrieb einige Zeitschriftsbeiträge. Seine eigenständigen Werke behandeln zumeist die Theologie und die Philosophie.

## Werke
- Diss. de aedificatione spirituali ejusque mediis legitimis et illegitimis (Halle 1747)
- Diss. inaug. de elegantiori eruditione facultates animae superiores egregie emendante (Halle 1747)
- Glückwunsch zu des Herrn D. Baumgarten Geburtstage (Halle 1748)
- Diss. de explicatione cognitionis poeseos et affectuum in disquirendo sensu codicis sacri (Halle 1749)
- Diss. qua difficultatem interpretationis codicis sacri cognitione elegantiorum literarum minui, ex exemplis demonstratur (Halle 1749)
- Von der Verbesserung der sinnlichen Erkenntniß, als einem Mittel der Auslegung
- Theoria accentuationis Hebraicae
- Vertheidigung einiger angegriffenen Wahrheiten der neuern Weltweisheit (Berlin 1750)
- Versuch einer Auslegung verschiedener Stellen aus der heiligen Schrift; wobei zugleich die Schönheiten derselben angezeigt werden (Berlin 1750)
- Diss. de submissione mentis, vulgo humilitate (Halle 1750)
- Diss. de quibusdam ad cultum Dei externum pertinentibus (Halle 1750)
- Anmerkungen und Zusätze zur Erklärung und Beweis aller Regeln der hebräischen Grammatik des Herrn Professors Danz (Berlin 1751)
- Diss. Meditationes de quibusdam cultum Dei externum concernentibus (Halle 1751)
- Versuch einer Kritik der Beispiele (Berlin 1752)
- Progr. de theoria in genere (Frankfurt an der Oder 1753)
- Diss. de nimia curiositate theologica (Frankfurt an der Oder 1753)
- Diss. de cautelis in dijudicandis aliis (Frankfurt an der Oder 1753)
- Brief an den Herrn M. Lange bei der Streitigkeit mit dem Herrn M. Lessing, über die Uebersetzung aus dem Horaz
- Wolfii Institutiones juris naturae et gentium in's Deutsche übersetzt
- Anmerkungen und Zusätze zu Wolf's deutscher Logik (Frankfurt an der Oder 1756)
- Diss. I et II de philologica cognitione religionis supernaturalis (Frankfurt an der Oder 1756)
- Diss. de collisione officiorum muneris cum religione (Frankfurt an der Oder 1756)
- Diss. de partibus mundi optimi non optimis (Frankfurt an der Oder)
- Poetische Übersetzung des Te Deum laudamus, vom Capellmeister Graun in Musik gesetzt
- Diss. de augmento certidudinis ex diversitate ingeniorum (Zerbst 1760)
- Vier erste Predigten zu Zerbst, und die Rede bei dem Sarge des Herrn Major v. Kleist in Frankfurt an der Oder gehalten (Zerbst 1760)
- Einleitung zur Erleuchtung des Verstandes des kleinen Katechismus Lutheri (Zerbst 1761)
- Untersuchung einiger Ursachen von der Abnahme der Gelehrsamkeit (Wittenberg 1761)
- Vertheidigung gegen den Herrn professor A. G. Baumgarten und die Herren Verfasser der Abhandlungen und Urtheile über das Neueste aus der anmuthigen Gelehrsamkeit (Zerbst 1761)
- Der Prediger, philosophisch betrachtet (Wittenberg/Zerbst 1761)
- Sendschreiben an seine liebe Gemeinde, nach seiner Krankheit (Zerbst 1763)
- Gedanken von der besten Art, Collegia zu repetiren (Wittenberg/Zerbst 1764)
- Verse zur leichtern Erlernung der Ordnung des Alten und Neuen Testaments